# Yakov Zak
Yákov Zak (Odesa, Ucrania, 20 de noviembre de 1913 - Moscú, antigua URSS, 27 de junio de 1976) fue un pianista ruso ganador de la tercera edición del Concurso Internacional de Piano Frédéric Chopin, en 1937.

## Estudios y carrera pianística
Yákov Zak comenzó sus estudios de piano con María Starkova en el Conservatorio de Odessa. La profesora desarrolló el talento musical y la técnica pianística de Yákov, que terminaría graduándose en el conservatorio con 19 años, en 1932. Dio su primer recital público a los 15 años, interpretando obras de Beethoven, Liszt, Chopin y Débussy.
En 1932, Zak entró en el Conservatorio de Moscú para completar sus estudios con Heinrich Neuhaus, y terminó graduándose en 1935. Como resultado de una grave enfermedad de Neuhaus durante el año académico 1933/34, Zak daba con frecuencia clases con el profesor Konstantín Igúmnov.
En 1935, Zak participó en el segundo concurso soviético de interpretación musical, donde ganó el 3º premio. Dos años después, fue a Varsovia para participar en la tercera edición del Concurso Internacional de Piano Frédéric Chopin. Se preparó para el concurso por su cuenta, consultando a veces con Neuhaus. La fortuna le sonrió, y después de la segunda fase le fue otorgado el primer premio y el premio de la radio polaca, en forma de máscara de plata de Chopin, a la mejor interpretación de mazurcas.
Desde su triunfo en Varsovia, Zak desarrolló su carrera concertística a gran escala. Tocó con frecuencia en Rusia, y después de la Segunda Guerra Mundial recorrió muchos países europeos (Inglaterra, Holanda, Bélgica, Francia, Finlandia, Suiza, Alemania, Bulgaria, Yugoslavia, Rumania y Polonia), así como en el norte y sur de América (Canadá, los Estados Unidos y Brasil).

## Repertorio
Zak fue un pianista universal: su repertorio abarca desde Beethoven, Chopin, Schumann y Liszt, hasta Prokófiev, Rajmáninov, Débussy, Richard Strauss y Shostakóvich. Debido a gran facilidad con la que aprendía nuevas piezas y a su capacidad para profundizar en su sentido y significado, Zak era elegido por los compositores contemporáneos para estrenar sus obras, algunos de ellos fueron Yevgueni Gólubev, Yuri Levitin y Dmitri Kabalevski. Durante varios años, Zak formó un dúo de piano con su compañero pianista Emil Gilels.

## Legado y grabaciones
Yákov Zak es hoy reconocido como uno de los pianistas destacados del siglo.
Dejó unas pocas grabaciones, incluidas algunas obras de Chopin (Impromptus, mazurcas, valses y nocturnos), Liszt, Prokófiev (Concierto para piano n.º 2 en sol menor con K.Sanderling y la USSR Radio Symphony Orch.), Brahms (2o. Concierto para piano Op.83 con K.Sanderling y la Filarmónica de Leningrado), Rajmáninov (Rapsodia sobre un Tema de Paganini y Concierto No.4 con K.Kondrashin), Ravel (Concierto para piano en sol mayor), Richard Strauss (Burlesque) y Shostakóvich (Preludios y Fugas).
Aparte de su carrera pianística, Zak fue también un profesor activo del Conservatorio de Moscú, en un principio como asistente de Heinrich Neuhaus (desde 1935), y más tarde como profesor de piano (desde 1947), a partir de 1965 también fue Jefe del Departamento de Piano.
Algunos de sus estudiantes fueron Yuri Egórov, Yevgueni Mogilevski, Valeri Afanásiev, Nikolái Petrov y Liubov Timoféieva.
Además, Zak fue jurado del Concurso Internacional de Piano Fryderyk Chopin en Varsovia en las ediciones de 1955 y 1960.
- Datos: Q1369531
- Multimedia: Yakov Zak / Q1369531